# Modelbouwbrandstof

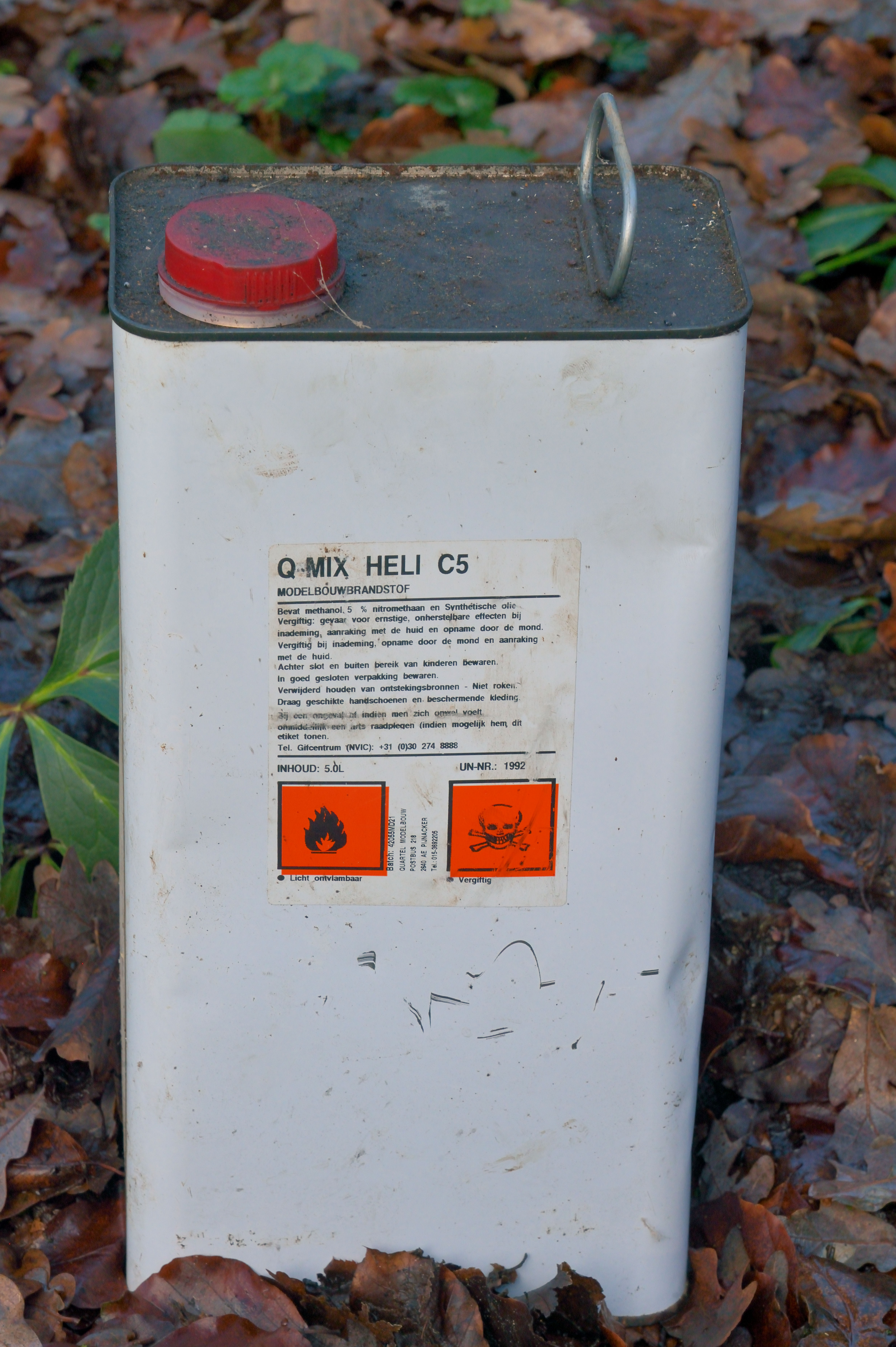
Brandstof voor modelvliegtuigen

De meest gangbare modelbouwbrandstof voor gemotoriseerde modellen is een mengsel van synthetische of plantaardige olie (voor de smering), methanol (de hoofdbestanddeel van de brandstof) en nitromethaan (voor meer vermogen).
De olie verbrandt niet of nauwelijks; deze zorgt voor koeling en smering in de motor. Plantaardige olie (ricinusolie) is de beste keuze, maar vanwege de kosten zijn synthetische oliën tegenwoordig veel gebruikt. Minerale oliën kunnen, in tegenstelling tot bij benzinemotoren, niet worden gebruikt, daar deze niet mengen met methanol.
De methanol is de eigenlijke brandstof. Het gebruik van methanol geeft een dusdanig hoge verbrandingstemperatuur, dat dit in de jaren 30 van de 20ste eeuw leidde tot de ontwikkeling van de gloeiplug als vervanging van de tot dan toe gebruikelijke bougie. Herhaaldelijk wegvliegen van modellen leidde tot intensief onderzoek. Hieruit bleek, dat de bougiepunten, ook na uitschakeling van de elektrische ontsteking, bleven doorgloeien. De stap naar een gloeispiraal als ontstekingsbron was toen snel gemaakt. De Amerikaan Ray Arden wordt vaak genoemd als bedenker van deze toepassing.
Nitromethaan (in de volksmond ook wel nitro genoemd) is het 'pepmiddel'. Nitro zit niet in alle soorten brandstof. 
Dit heeft verscheidene redenen. Nitromethaan is relatief duur. Ook zijn sommige motoren niet gebouwd voor het gebruik ervan. Zij hebben een andere poorttiming en compressieverhouding. Een andere bijwerking van het gebruik van nitro is het verteren van onderdelen, bijvoorbeeld van de koperen leidingen. Ook roestvorming komt voor, veroorzaakt door het salpeterzuur dat zich als verbrandingsproduct vormt.
Het kant-en-klaar mengsel, dat in de goede modelbouwwinkel te koop is, heeft meestal een percentage van 0, 1, 5, 10, 16 of 25% nitromethaan. Voor algemeen gebruik is 5% een prima keuze. Het oliepercentage loopt uiteen van 10 tot wel 29%. Dit laatste is nodig bij motoren met stalen cilinders en mehanite gietijzeren zuigers. Gemiddeld gebruikt men 20%. Bij motoren, waar per tijdseenheid veel brandstof doorheen gaat, kan het oliepercentage omlaag. 
Vaak is het ook mogelijk om brandstoffen in de betere modelbouwwinkels te laten mengen in de juiste verhoudingen. Naarmate er meer nitro wordt toegevoegd, zal de motor meer vermogen produceren (tot op zekere hoogte). Maar een hoog percentage heeft ook nadelen. Bij meer nitro verandert de brandstof/lucht mengverhouding, waardoor er per tijdseenheid meer brandstof door de motor gaat. Dit betekent een hoger brandstofverbruik. Als er meer nitro in het mengsel zit, wordt de temperatuur in de verbrandingskamer hoger omdat de verbranding heviger is. Voor een deel echter wordt dit gecompenseerd door de grotere hoeveelheid brandstof die door de motor gaat. Dit heeft een koelend effect. 
In zijn algemeenheid kan worden gesteld dat een mengsel met 20% ricinusolie, 5% nitromethaan en 75% methanol zonder nadelige gevolgen in elke, bij de modelbouw gebruikte gloeiplug motoren kan worden gebruikt. 
De tweede categorie motoren zijn de diesels. Deze benaming is niet geheel correct. Compressie-ontstekingsmotoren zou een betere aanduiding zijn. In tegenstelling tot de 'echte' diesels, waar de brandstof pas wordt ingespoten nadat de aangezogen lucht door de zuiger(s) is gecomprimeerd, zijn modelbouwdiesels in constructie en werking gelijk aan de gloeiplugmotoren alleen ontsteekt het brandstofmengsel spontaan door de warmte die ontstaat bij het comprimeren. De compressie verhouding is met 1:18 tot 1: 22 (instelbaar) aanzienlijk hoger dan die (1:8) van gloeiplugmotoren.
Dieselbrandstof heeft naast 15 tot 33% olie en 33 tot 55% petroleum (of kerosine) als ontsteker nog di-ethylether in het mengsel zitten. De petroleum is de eigenlijke brandstof en doordat de calorische waarde hiervan veel hoger is dan van methanol of benzine, is een diesel veel zuiniger. Hierdoor vindt met de diesel bij wedstrijdklassen waar zuinigheid een hoofdvoorwaarde is (F2C - teamrace). Bijkomend voordeel is, dat een diesel geen starthulpmiddelen (gloeiplug, accu) nodig heeft en binnen enkele seconden weer gestart kan worden.
Om dit goed te laten verlopen (de compressieverhouding hoeft hierdoor niet nageregeld te worden) wordt aan het brandstofmengsel 1 tot 2 % Iso propyl nitraat toegevoegd, dit maakt dat, ondanks dat de motor op bedrijfstemperatuur is, de ether niet voortijdig kan ontsteken, waardoor starten moeilijk of onmogelijk zou worden. Zonder IPN zou voor iedere warme start de compressie teruggeregeld moeten worden om, als de motor is gestart, weer tot de bedrijfswaarde te moeten worden opgevoerd.  Bij teamrace, waar een pitstop slechts enkele seconden mag duren is dit, zoals duidelijk mag zijn, geen optie.